# Nhóm ngôn ngữ Circassia

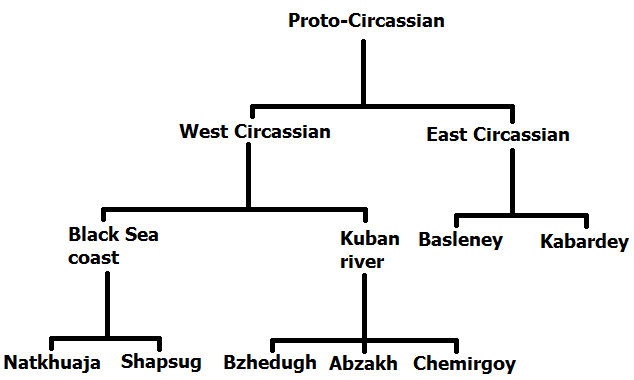
Cây phương ngữ Circassia.

Nhóm ngôn ngữ Circassia còn được gọi là Cherkess là một nhóm ngôn ngữ thuộc ngữ hệ Tây Bắc Kavkaz, có nguồn gốc từ vùng Kavkaz giũa biển Đen và biển Caspi.
Có hai ngôn ngữ Circassia, được xác định bởi các tiêu chuẩn văn học riêng, tiếng Adygea (КӀахыбзэ, còn được gọi là Tây Circassia), với nửa triệu người nói và tiếng Kabardia (Къэбэрдейбзэ, còn được gọi là Đông Circassia), với một triệu người. Hai ngôn ngữ này có thể thông hiểu lẫn nhau ở một mức độ mà chúng có thể được coi là các phương ngữ.
Các ghi chép sớm nhất bằng văn bản của các ngôn ngữ Circassia là bằng chữ Ả Rập, được ghi lại bởi du khách người Thổ Nhĩ Kỳ Evliya Çelebi trong thế kỷ 17.
Có sự đồng thuận mạnh mẽ trong cộng đồng ngôn ngữ học về việc tiếng Adyghe và tiếng Kabardia là những ngôn ngữ khác biệt về mặt hình thái. Tuy nhiên, từ ngữ địa phương cho các ngôn ngữ này gọi chúng là phương ngữ. Người dân Circassia tự gọi mình là адыгэ (tiếng Adyghe) bằng ngôn ngữ bản địa của họ. Ở tây nam của Nga thuộc châu Âu, cũng có chủ thể liên bang gọi là Adygea (tiếng Nga: Адыгея, Adygeya), nô lệ trong Krasnodar, được đặt theo nội danh Circassia. Trong tiếng Nga, Circassia được coi là một ngôn ngữ duy nhất và được gọi là адыгйй (adygskiy, nghĩa là tiếng Adyghe), trong khi tiếng Adyghe được gọi là адыгеййй (adygeyskiy, nghĩa là ngôn ngữ (của Cộng hòa) Adygea). Các thuật ngữ Circassian và Cherkess đôi khi được sử dụng trong một số ngôn ngữ như từ đồng nghĩa với các ngôn ngữ Tây Bắc Kavkaz nói chung hoặc tiếng Adyghe nói riêng.
Các ngôn ngữ Circassia chứa "nhiều từ mượn từ tiếng Ả Rập, tiếng Thổ Nhĩ Kỳ, tiếng Ba Tư (đặc biệt là trong lĩnh vực tôn giáo) và tiếng Nga ". 

## Văn liệu
- A Dictionary of the Circassian Language, in Two Parts. By Dr. L. Loewe.
- Кумахов М. А. Адыгские языки // Языки мира. Кавказские языки. М., 1999. (in Russian)

Bản mẫu:Ngữ hệ Tây Bắc Kavkaz